# Condado de Ablitas
El condado de Ablitas es un título nobiliario español creado a partir del señorío homónimo, el 14 de abril de 1652 por el rey Felipe IV a favor de Gaspar Enríquez de Lacarra-Navarra,  señor de Ablitas.

## Armas
Escudo partido. 1.º, de gules, trae cadenas de oro que es de Navarra. 2.º, de plata, trae león rampante de azur que es de Lacarra.

## Condes de Ablitas
|                        | Titular                                              | Periodo                |
| Creación por Felipe IV | Creación por Felipe IV                               | Creación por Felipe IV |
| ---------------------- | ---------------------------------------------------- | ---------------------- |
| I                      | Gaspar Enríquez de Lacarra-Navarra Álava y Esquivel  | 1652-1668              |
| II                     | Pedro Enríquez de Lacarra y Ezpeleta                 | 1669-1700              |
| III                    | José Enríquez de Lacarra-Navarra y Enríquez de Anaya | 1700-ca.1731           |
| IV                     | Domingo Manuel Enríquez de Lacarra-Navarra           | ca.1731-ca.1763        |
| V                      | Francisco Alejo Enríquez de Lacarra-Navarra          | 1763                   |
| VI                     | María Francisca de Sales de Guzmán Portocarrero      | 1763-1808              |
| VII                    | Eugenio Eladio de Palafox y Portocarrero             | 1808-1834              |
| VIII                   | Cipriano de Palafox y Portocarrero                   | 1834-1839              |
| IX                     | María Eugenia de Guzmán y Portocarrero               | ¿?-1920                |
| X                      | José de Aragón y Carrillo de Albornoz                | 1923-1971              |
| XI                     | Rafael de Elío y Gaztelu                             | 1972-1975              |
| XII                    | Rafael de Elío y de Gaztelu                          | 1976-2004              |
| XIII                   | Francisco Javier de Elío y de Gaztelu                | 2005-2016              |
| XIV                    | Inés de Elío y de Gaztelu                            | 2017-2020              |
| XV                     | Francisco Javier Mendaro y Elío                      | 2020-actual titular    |

## Historia de los condes de Ablitas

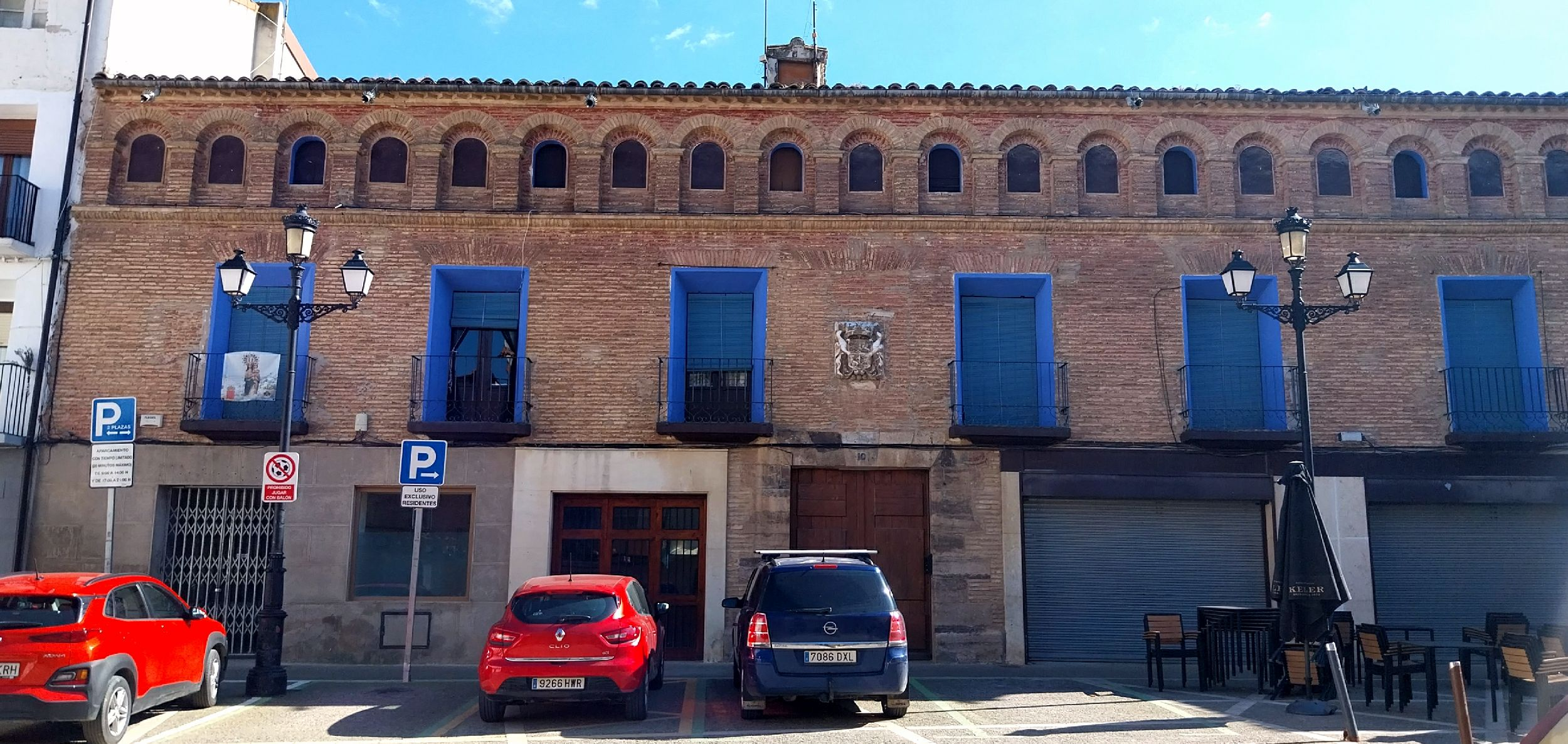
Casa Palacio de los Condes de Ablitas en la Plaza Fueros de Ablitas, Navarra

### Linaje Enríquez de Lacarra
El título se originó el 14 de abril de 1652 del señorío de Ablitas que había sido heredado un siglo antes, hacia 1564, por Felipe Enríquez de Navarra y Lacarra y García que en sus segundas nupcias con María de Ezpeleta concibieran al segundogénito varón Melchor Enríquez de Lacarra, IX señor de Ablitas, VIII de Vierlas y IV de Murillo de las Limas, pero al fallecer sin descendencia y al no sobrevivirle sus dos hermanos menores, lo heredó su sobrino Gaspar Enríquez de Lacarra-Navarra, Álava y Esquivel —hijo de la primogénita Lupercia Enríquez de Lacarra-Navarra, IX señora de Ablitas, de Marquínez, Estarrona, Quintana y lugares de Izki, y de su esposo Pedro de Álava y Esquivel—, quien pasaría a ser el X señor y  I conde de Ablitas.
- Gaspar Enríquez de Lacarra-Navarra, Álava y Esquivel (Vitoria, 9 de enero de 1607-Tudela, 19 de julio de 1668),[7] I conde de Ablitas,[1] X señor de Ablitas, IX señor de Vierlas, V señor de Murillo de las Limas, IV señor de Estarrona, de Bolívar, de Marquínez, de Quintana,[6] y de otros lugares de Tierra de Izki.

Casó con Jerónima Alodia de Ezpeleta y Góngora (m. 13 de diciembre de 1670), VIII  vizcondesa de Val de Erro y VII baronesa de Ezpeleta, hija única del vizconde y barón Beltrán de Ezpeleta. Fueron padres de: Pedro Enríquez de Lacarra y Ezpeleta, el primogénito; Bernardina Enríquez de Lacarra-Navarra y Ezpeleta, casada con Baltasar Alonso Enríquez de Anaya y Sotomayor, I marqués de Villalba de los Llanos) y señor de Anaya, padres del III marqués de Ablitas; Lupercia Enríquez de Lacarra Navarra y Ezpeleta, casada con Francisco Joaquín de Aguirre y Álava, I conde de Ayanz en 1699; y María Eugenia Enríquez, casada con Baltasar de Lazcano y Espina, señor de Lazcano. Sucedió su hijo quien ya figura como conde de Ablitas en 1669:
- Pedro Enríquez de Lacarra y Ezpeleta (m. 1700), II conde de Ablitas, IX vizconde de Val de Erro y VIII barón de Ezpeleta.[9]

Casó alrededor de 1695 con Ignacia Javiera de Echeverz y Valdés, II marquesa de San Miguel de Aguayo que antes había casado con Francisco Aznárez de Sada y de Garro Navarra, vizconde de Molina y III conde de Javier y después de enviudar del conde de Ablitas, contrajo un tercer matrimonio con José Azlor y Virto de Vera. El conde de Ablitas y su esposa tuvieron dos hijos que fallecieron en la niñez. En 1704 sucedió su sobrino, hijo de su hermana Bernardina:
- José Enríquez de Lacarra-Navarra y Enríquez de Anaya (ca. 1675-ca. 1731[14]), III conde de Ablitas,[15][16] II marqués de Villalba de los Llanos, X vizconde de Val de Erro, IX barón de Ezpeleta y VII señor de Murillo de las Limas, entre otros.[15]

Casó con Clara de Solís y Gante, hermana de José de Solís, III duque de Montellano. Le sucedió su hijo mayor:
- Domingo Manuel Enríquez de Lacarra-Navarra (ca. 1712-ca. 1763), IV conde de Ablitas,[16] III marqués de Villalba de los Llanos, XI vizconde de Val de Erro, X barón de Ezpeleta, V señor de Eriete,[16] del linaje Enríquez de Lacarra,[b][c][d] y VIII de Murillo de las Limas, entre otros señoríos.[16]

Casó el 28 de abril de 1734 con Ana María de Masones de Sotomayor y Lima (Cagliari, 19 de abril de 1718-17 de marzo de 1789), IV duquesa de Sotomayor desde 1767, VI condesa de Crecente y V marquesa de Tenorio, hija única de Félix Fernando Yáñez de Sotomayor y Masones de Lima, III duque de Sotomayor, IV marqués de Tenorio, IV de Los Arcos, V conde  de Crecente y X vizconde de Villanueva de Cervera). Al no tener descendientes legítimos, le sucedió su hermano en abril de 1763:
- Francisco Alejo Enríquez de Lacarra-Navarra (m. Salamanca, 31 de octubre de 1763),[22] V conde de Ablitas,[23] IV marqués de Villalba de los Llanos,[24] XII vizconde de Val de Erro,[24] XI barón de Ezpeleta y VI señor de Eriete.

Sin descendencia, le sucedió, en el condado de Ablitas su sobrina lejana:

### Linaje de Portocarrero-Funes de Villalpando y Enríquez de Navarra
El título pasó a la sexta nieta del abuelo del primer conde de Ablitas:
- María Francisca de Sales de Guzmán Portocarrero (10 de julio de 1754-Logroño, 15 de abril de 1808), VI condesa de Ablitas,[23] X marquesa de La Algaba, XIV marquesa de Ardales, marquesa de Barcarrota, V marquesa de Castañeda, VI marquesa de Osera,[23] VII marquesa de Valderrábano, XII marquesa de Villanueva del Fresno, V condesa de Fuentidueña, VI condesa de Montijo,[25] XVI condesa de Teba, XIV señora de la barónía de Quinto y grande de España.[23]

Casó en 1768 con Felipe Antonio José de Palafox Centurión Croy d'Havrè y Lacarra (3 de julio de 1739-24 de octubre de 1790) quien fuera un descendiente en onceno grado de Juan Alonso Pérez de Guzmán y Suárez de Figueroa, I duque de Medina Sidonia. Le sucedió su hijo:
- Eugenio Eulalio Palafox Portocarrero (12 de febrero de 1773-16 de julio de 1834),[23] VII conde de Ablitas,[26] XII duque de Peñaranda de Duero, XII marqués de la Algaba, XVI marqués de Ardales, XVII marqués de la Bañeza, VI marqués de Castañeda, XIII marqués de Mirallo XVI marqués de Moya, VII marqués de Osera, XII marqués de Valdejunquillo,  VIII marqués de Valderrábano, X conde de Casarrubios del Monte, VI conde de Fuentidueña, XVI conde de Miranda del Castañar,[27] VII conde de Montijo,[28] XX conde de San Esteban de Gormaz VII conde de Santa Cruz de la Sierra, XVII conde de Teba, VIII vizconde de la Calzada, XVI vizconde de los Palacios de la Valduerna y XV señor de la barónía de Quinto.[23][26]

Casó con Ignacia Idiáquez y Carvajal pero no tuvieron descendencia. Le sucedió su hermano:
- Cipriano de Palafox y Portocarrero (15 de septiembre de 1784-Peñaranda de Duero, 15 de marzo de 1839), VIII conde de Ablitas[29] XIII duque de Peñaranda del Duero,[30] XII marqués de Algaba, XV marqués de Ardales, marqués de Barcarrota, XVIII marqués de la Bañeza, VII marqués de Castañeda, XIV de Mirallo, XVII marqués de Moya, VIII marqués de Osera, IX marqués de Valderrábano, XIII marqués de Valdunquillo, XIV marqués de Villanueva del Fresno, XI conde de Baños,[31] VII conde de Fuentidueña, XVII conde de Miranda del Castañar,[27] VIII conde de Montijo,[25] X conde de Mora, XIX conde de San Esteban de Gormaz, VIII conde de Santa Cruz de la Sierra, XVIII conde de Teba, IX vizconde de la Calzada, XVI señor de la barónía de Quinto, XXV señor de Moguer, grande de España, Prócer del Reino (1834-1835) y senador por la provincia de Badajoz (1837-1838).[29][32]

Casó el 15 de diciembre de 1817 con María Manuela Kirkpatrick (m. Madrid, 1879). Le sucedió su hija:
- María Eugenia de Guzmán y Portocarrero (Granada, 5 de mayo de 1826-Madrid, 11 de julio de 1920), IX condesa de Ablitas,[33][32] XVIII marquesa de Ardales[29](por cesión su hermana María Francisca de Sales Portocarrero que a su vez recibía otros incompatibles con este), XVIII marquesa de Moya,[29] IX marquesa de Osera,[29] IX marquesa de Santa Cruz de la Sierra,[29] XII condesa de Baños,[31] XII condesa de Mora por cesión de su hermana,[34] XIX condesa de Teba (por cesión de su hermana debido a razones ya citadas), X vizcondesa de la Calzada y XVII señora de la barónía de Quinto.[32][29]

Casó el 30 de enero de 1853 con Napoleón Luis III Bonaparte, emperador de los franceses. Su único hijo Napoleón Eugenio Luis Bonaparte (1856-1879), príncipe imperial de Francia y I conde de Pierrefonds, no le sobrevivió. Heredó casi todos los títulos su sobrino nieto Jacobo Fitz-James Stuart y Falcó, XVIII duque de Alba. En el título de Ablitas le sucedió, en 1923, un noveno nieto del primer conde, hijo de Cesáreo de Aragón y Barroeta-Aldamar, caballero de la Orden de Santiago, y de Blanca Carrillo de Albornoz y Elío Cárdenas, VI marquesa de Casa Torres y vizcondesa de Baiguer, hija de Anastasio-Justo Carrillo de Albornoz y Cárdenas-Vélez de Guevara, V marqués de Casa Torres y de su esposa María Micaela de Elío y Magallón —esta última hija de Fausto León de Elío y Mencos (m. 1901), VII marqués de Vessolla, y de María Joséfa de Magallón y Campuzano.

### Linaje de Aragón-Carrillo de Albornoz, Elío Aguirre Enríquez de Lacarra y Ezpeleta
- José de Aragón y Carrillo de Albornoz, Barroeta-Aldámar y Elío (Madrid, 6 de diciembre de 1895-Madrid, 8 de septiembre de 1971), X conde de Ablitas,[22][36] VII marqués de Casa Torres, VII conde de la Rosa[36] y caballero de la Orden de Malta.[35] Tras su muerte sin descendencia, heredó el título el hijo de Ángel de Elío y Magallón  —hermano de María Micaela de Elío y Magallón citada anteriormente—,[35] y de su esposa María del Pilar Gaztelu y Maritorena.[37]  Por lo tanto, le sucedió el 5 de agosto de 1972,[33] al ejercer su mejor derecho su tío segundo materno:

### Linaje de Elío, Aguirre, Enríquez de Lacarra y Ezpeleta
- Rafael de Elío y Gaztelu (Pamplona, 12 de julio de 1895-Sevilla, 5 de marzo de 1975), XI conde de Ablitas,[37][38] IX marqués de Vessolla y XVIII vizconde de Val de Erro.[37]

Casó el 6 de enero de 1940 con María Inés de Gaztelu y Elío (Pamplona, 15 de abril de 1915-Pamplona, 12 de enero de 2003), II duquesa de Elío grande de España y IV marquesa de la Lealtad. Le sucedió en 1976, su hijo:
- Rafael de Elío y de Gaztelu (Pamplona, 11 de abril de 1946-Pamplona, 4 de febrero de 2004), XII conde de Ablitas. Al no dejar descendencia, le sucedió en el título su hermano en 2004:[40]

- Francisco Xavier de Elío y de Gaztelu (Pamplona, 27 de enero de 1945-Pamplona, 22 de junio de 2016), XIII conde de Ablitas,[40] III duque de Elío, grande de España, X marqués de Vessolla,[40] XIX vizconde de Val de Erro,[40] XI conde de Ayanz —heredado de su tía paterna Isabel de Elío y Gaztelu (1896-1986) X condesa de Ayanz—,[40] V marqués de la Lealtad[40] y XI marqués de Góngora —este último heredado de su tía materna María Teresa de Gaztelu y Elío—.

Casó el 13 de octubre de 1976, en Madrid, con María del Pilar Aguilera y Narváez, XIV condesa de Foncalada, hija de Fernando de Aguilera y Abárzuza, XIV marqués de Almarza, VI marqués de Cúllar de Baza, y XI conde de Fuenrubia, y de María del Pilar Narváez y Coello de Portugal, hija de Luis María de Narváez y Ulloa, III marqués de Oquendo, y Margarita Coello de Portugal y Bermúdez de Castro, I marquesa de Castro). Le sucedió en los títulos paternos y maternos en 2017, su hermana:
- Inés de Elío y de Gaztelu (Pamplona, 1941-Sevilla, 2020), XIV condesa de Ablitas,[41] IV duquesa de Elío, grande de España, XI marquesa de Vessolla, XX vizcondesa de Val de Erro y XII marquesa de Góngora desde 2009 por cesión de su hermano Francisco Xavier de Elío y de Gaztelu.[42]

Casó en Pamplona el 22 de agosto de 1963 con Antonio Mendaro y Maestre (Sevilla, 1934-Sevilla, 2007), caballero de la Orden de Malta. Le sucedió su hijo:
- Francisco Javier Mendaro y Elío (n. Sevilla, 12 de julio de 1966) XV conde de Ablitas.[43][44]